# Gmina Niedźwiedź
Gmina Niedźwiedź je venkovská gmina (správní oblast) v okresu Limanowa v Malopolském vojvodství v jižním Polsku. Jejím sídlem je vesnice Niedźwiedź, která leží přibližně 21 kilometrů západně od Limanowy a 51 kilometrů jižně od regionálního hlavního města Krakova.
Gmina zabírá rozlohu 74,44 kilometrů čtverečních a v roce 2006 zde žilo 6 757 obyvatel.

## Vesnice
V gmině Niedźwiedź se nacházejí vesnice a sídla Konina, Niedźwiedź, Podobin a Poręba Wielka.

## Sousední gminy
Gmina Niedźwiedź hraničí s městem Mszana Dolna a gminami Kamienica, Mszana Dolna, Nowy Targ a Rabka-Zdrój.